# イオンストア九州
イオンストア九州株式会社（イオンストアきゅうしゅう、AEON Store Kyushu Co., Ltd.）は、かつて存在していたイオングループの不動産・資産管理会社である。九州地区における旧ダイエー店舗の資産管理を目的として設立された。本社は福岡県福岡市博多区博多駅南2丁目（イオン九州と同一）。
2020年（令和2年）9月1日にイオン九州株式会社との合併に伴い解散した。

## 概要
2015年（平成27年）に、親会社のイオン株式会社が、株式交換方式で株式会社ダイエーを完全子会社化 。そのため、地域単位での店舗網再構築を検討することになった。
当初は同年9月1日に他のイオン系小売事業者と同様にダイエーがイオン九州へ直接ダイエー店舗の経営権を移管する予定であったが、店舗数や売上規模等の観点から方針を転換、GMS事業の運営に関する意思決定スピードを速めることや地域密着の姿勢を鮮明にするを目的として当社を新設。当初の予定と同じ9月1日にダイエーから九州地区のダイエー店舗24店舗（ダイエー吉塚店は除く）の営業権・資産を承継。同時にイオン九州と業務委託契約を締結、実際の店舗運営はイオン九州が担当することとなる。
2018年（平成30年）10月10日にイオンがスーパーマーケット事業の改革再編を打ち出した際、九州ではイオン九州とマックスバリュ九州が共に上場企業であったことから、当社を含めた3社で中間持株会社を株式の移転により新設し、その下で事業ごとに会社を再編する方式が検討されることとなった。2020年4月10日にイオン九州が当社とマックスバリュ九州を合併すると発表があった。同年9月1日に合併され、解散した。

## 沿革
- 2015年（平成27年）
  - 6月8日 - イオンの完全子会社として会社設立[1]。
  - 8月21日 - イオン九州と店舗運営における業務委託契約を締結[1]。
  - 9月1日 - ダイエーより会社分割（吸収分割）方式で24店舗の営業権・資産の移管を受け営業を開始、運営をイオン九州へ業務委託[1]。
- 2016年（平成28年）
  - 5月31日 - ダイエーから引き継いだ店舗で最古であったイオン西新店が移管から9ヶ月で閉店[11]。
  - 9月10日 - ダイエーから引き継いだイオン笹丘店をイオンスタイル笹丘に転換。九州地区のイオンスタイル2号店であり、福岡県内及び旧ダイエーでは初の転換となる[12]。
- 2018年（平成30年）10月10日 - イオンがスーパーマーケット事業の改革再編実施を発表。九州では持株会社の新設と事業毎に法人を整理する方式の実施が検討されることとなった[10]。
- 2020年（令和2年）
  - 4月10日 - イオン九州株式会社がイオンストア九州株式会社とマックスバリュ九州株式会社を合併することを発表。
  - 9月1日 - イオン九州株式会社へ吸収合併され解散[13]。

## 権利等承継店舗
ダイエーより移管を受けた店舗は下記の通り。

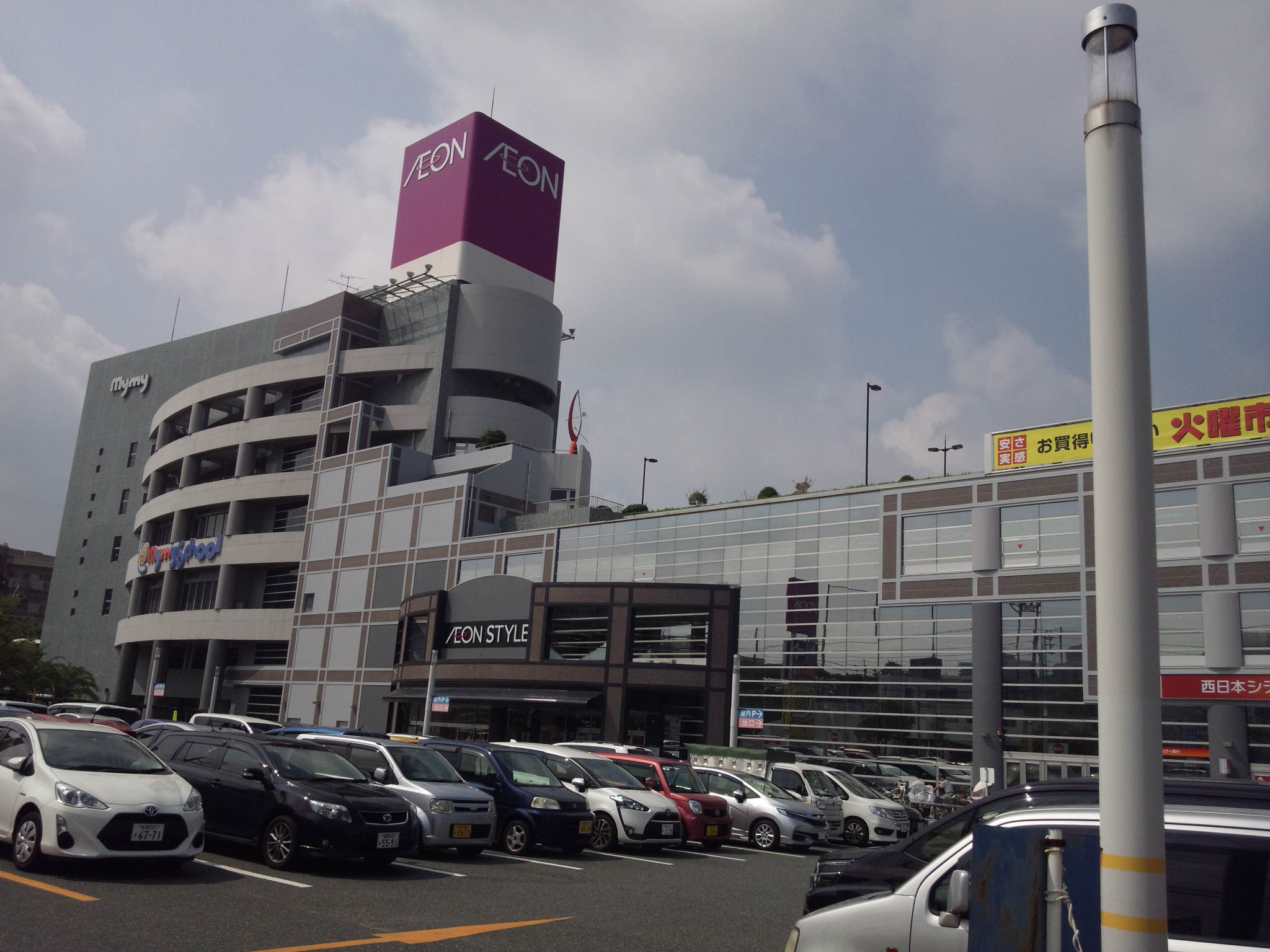
イオンスタイル笹丘
2016年9月8日撮影

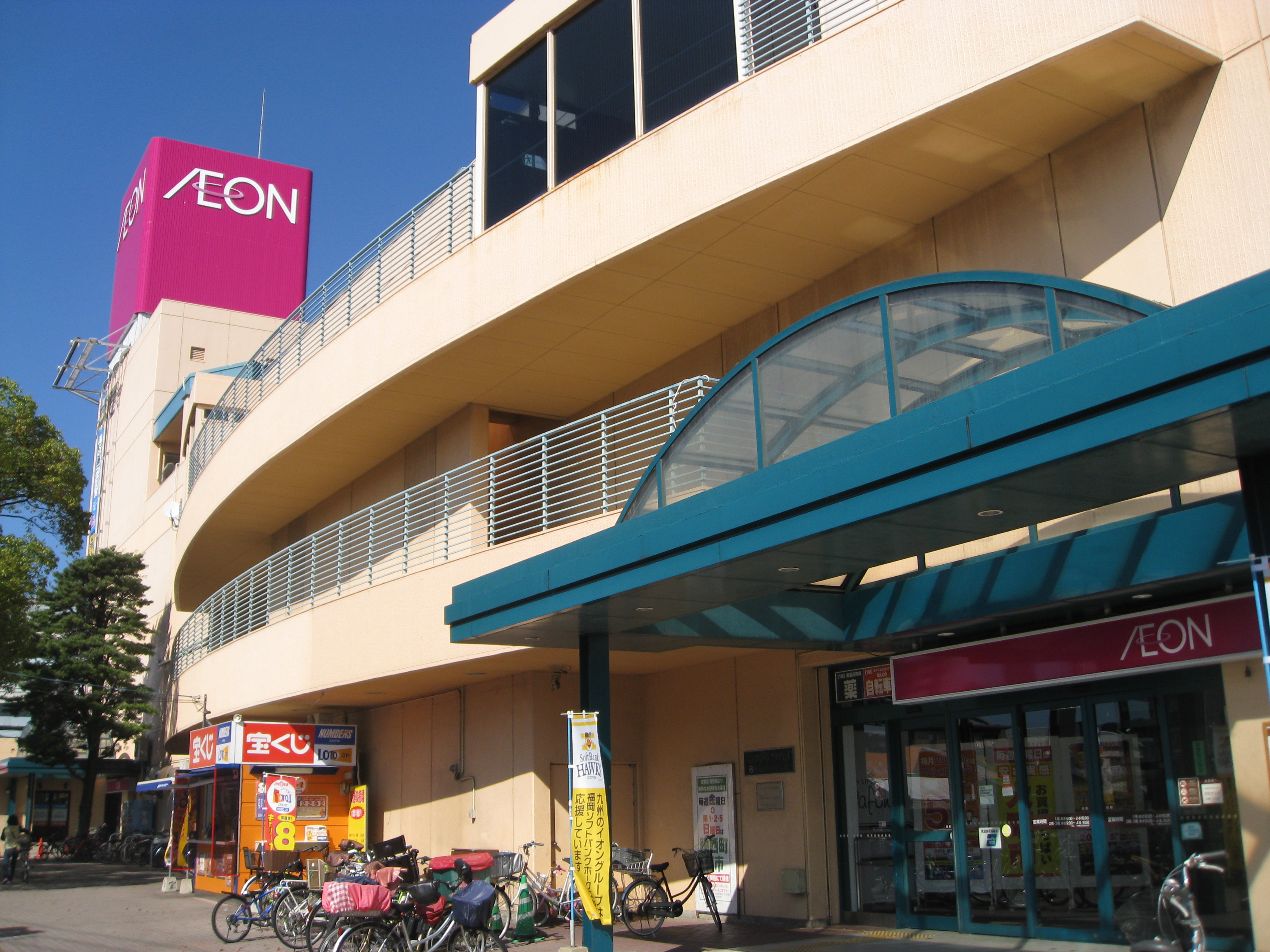
イオン福重店
2015年10月17日撮影
2018年9月30日閉店

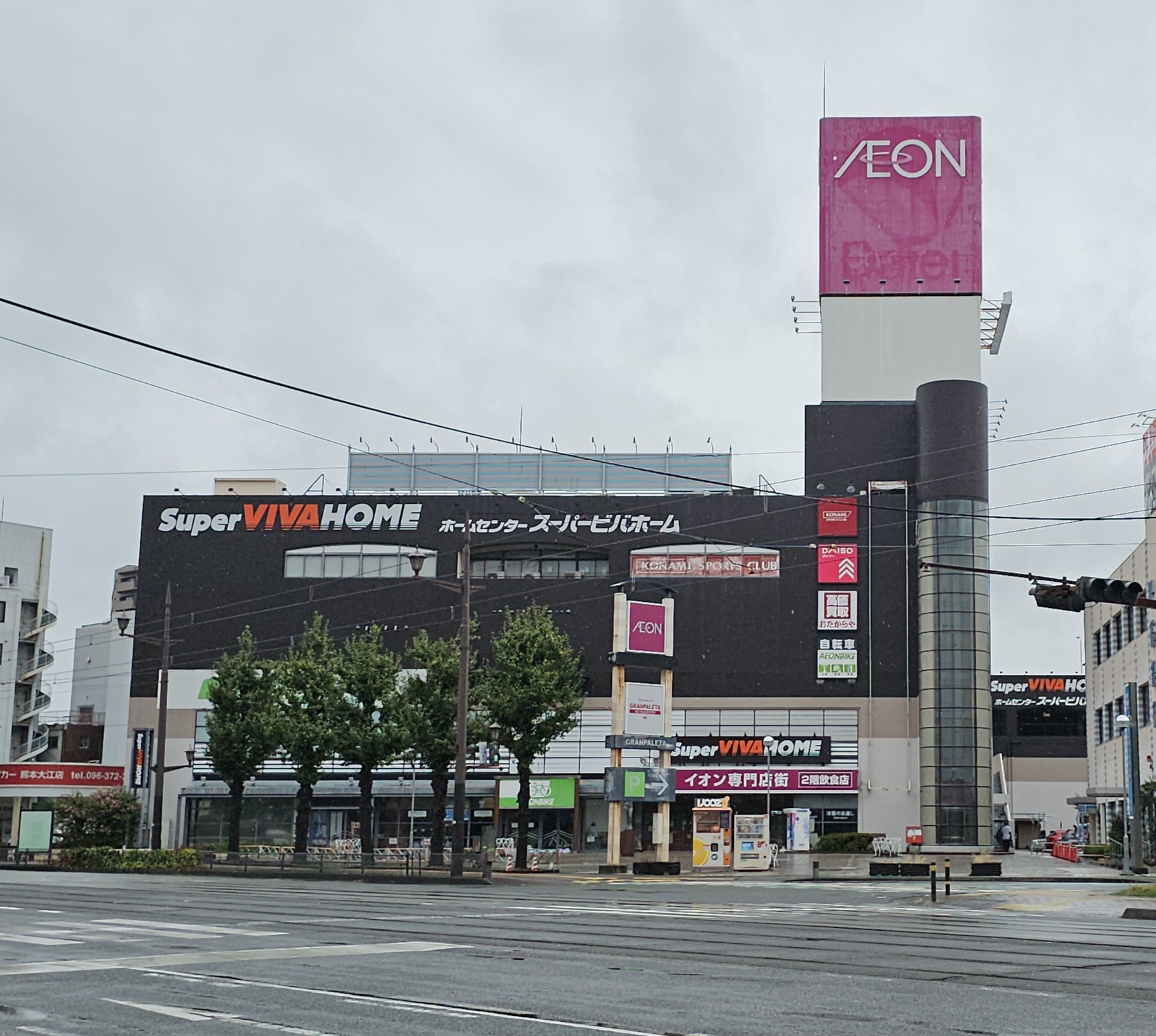
イオン熊本中央店
2024年8月30日撮影
2025年2月28日閉店

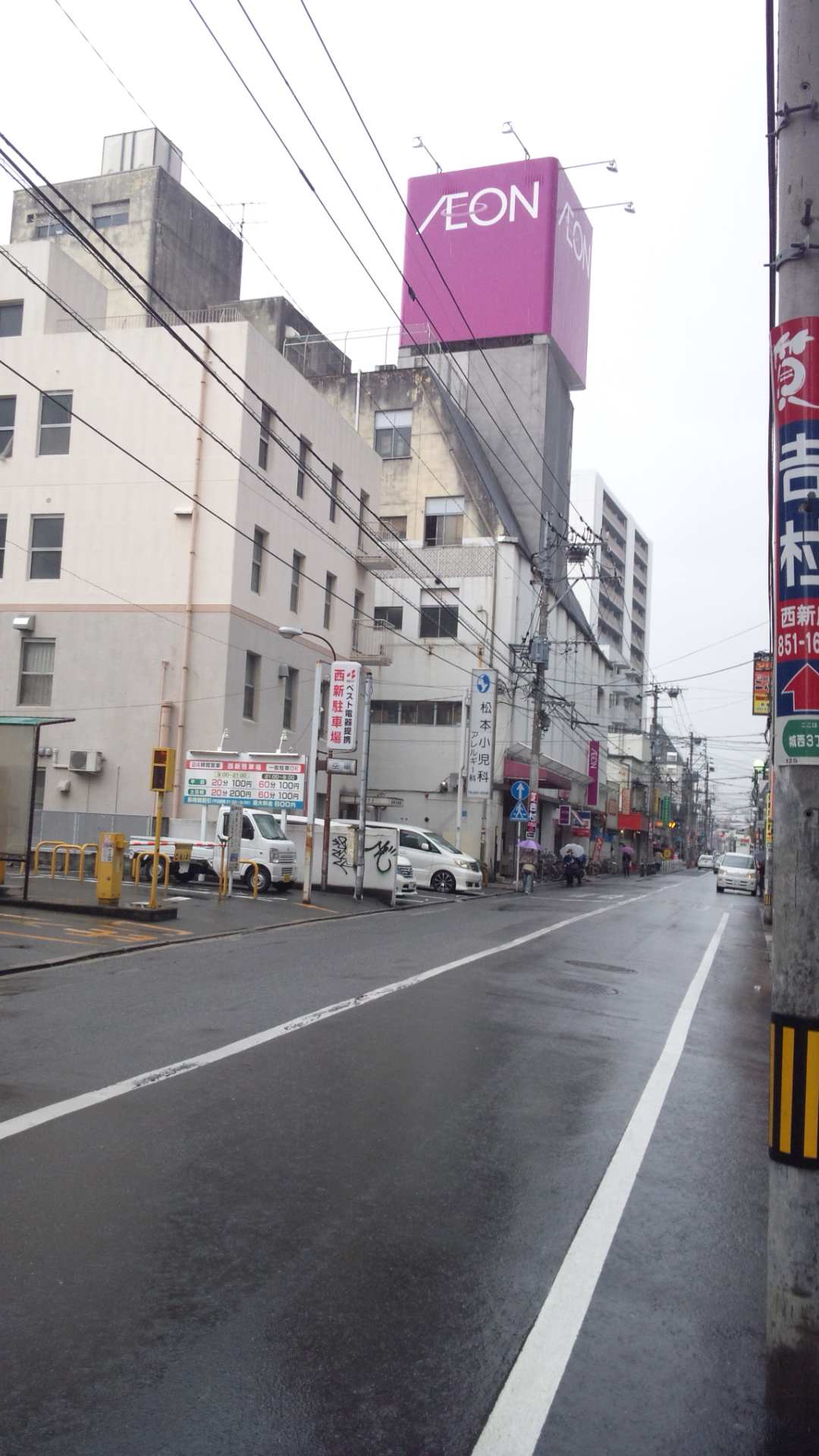
イオン西新店
2015年12月2日撮影
イオンに転換後も11月上旬までは看板類はダイエーのままであった。
2016年5月31日閉店

またイオン九州は引き継ぎに合わせ機構改革を実施し、既存イオン店との一体化を図る。
| 県名     | 店名                       | 店名                                                                                | 店名         | イオン九州 所轄事業部 | 看板等ブランド 転換完了日 |
| 県名     | ダイエー                   | イオン                                                                              | 所在地       | イオン九州 所轄事業部 | 看板等ブランド 転換完了日 |
| -------- | -------------------------- | ----------------------------------------------------------------------------------- | ------------ | --------------------- | ------------------------- |
| 福岡県   | ダイエーショッパーズ福岡店 | イオンショッパーズ福岡店                                                            | 福岡市中央区 | 西福岡                | 2015年10月9日             |
| 福岡県   | ダイエー笹丘店             | イオン笹丘店 （2015年9月1日 - 2016年9月4日） ↓ イオンスタイル笹丘 （2016年9月10日） | 福岡市中央区 | 西福岡                | 2015年9月1日              |
| 福岡県   | ダイエーマリナタウン店     | イオンマリナタウン店                                                                | 福岡市西区   | 西福岡                | 2015年10月5日             |
| 福岡県   | ダイエー野芥店             | イオン野芥店                                                                        | 福岡市早良区 | 西福岡                | 2015年10月15日            |
| 福岡県   | ダイエー二日市店           | イオン二日市店                                                                      | 筑紫野市     | 中福岡                | 2015年11月10日            |
| 長崎県   | ダイエー長崎店             | イオン長崎店                                                                        | 長崎市       | 西九州                | 2015年10月22日            |
| 長崎県   | ダイエーチトセピア店       | イオンチトセピア店                                                                  | 長崎市       | 西九州                | 2015年9月28日             |
| 長崎県   | ダイエー壱岐店             | イオン壱岐店                                                                        | 壱岐市       | 西福岡                | 2015年11月26日            |
| 大分県   | ダイエー日田店             | イオン日田店                                                                        | 日田市       | 東九州                | 2015年11月26日            |
| 宮崎県   | ダイエー宮崎店             | イオン南宮崎店                                                                      | 宮崎市       | 東九州                | 2015年11月26日            |
| 宮崎県   | ダイエー都城駅前店         | イオン都城駅前店                                                                    | 都城市       | 南九州                | 2015年10月9日             |
| 鹿児島県 | ダイエー鹿児島中央店       | イオン鹿児島中央店                                                                  | 鹿児島市     | 南九州                | 2015年11月26日            |
| 鹿児島県 | ダイエープラザ大島店       | イオンプラザ大島店                                                                  | 奄美市       | 南九州                | 2015年10月28日            |

### 転換後に閉店した店舗・閉店予定の店舗
イオンストア九州解散後に閉店（予定）となった店舗についても併せて記載する。
| 県名     | 店名                               | 店名               | 店名             | イオン九州 所轄事業部 | 看板等ブランド 転換完了日 | 閉店（予定）日 |
| 県名     | ダイエー                           | イオン             | 所在地           | イオン九州 所轄事業部 | 看板等ブランド 転換完了日 | 閉店（予定）日 |
| -------- | ---------------------------------- | ------------------ | ---------------- | --------------------- | ------------------------- | -------------- |
| 福岡県   | ダイエー西新店                     | イオン西新店       | 福岡市早良区     | 西福岡                | 2015年11月20日            | 2016年5月31日  |
| 福岡県   | ダイエー城野店                     | イオン城野店       | 北九州市小倉南区 | 北福岡                | 2015年11月26日            | 2017年1月31日  |
| 福岡県   | ダイエー水巻店                     | イオン水巻店       | 遠賀郡水巻町     | 北福岡                | 2015年11月26日            | 2017年3月31日  |
| 福岡県   | ダイエー福重店                     | イオン福重店       | 福岡市西区       | 西福岡                | 2015年10月15日            | 2018年9月30日  |
| 福岡県   | ダイエー下大利店                   | イオン下大利店     | 大野城市         | 中福岡                | 2015年10月9日             | 2019年3月31日  |
| 福岡県   | ダイエーショッパーズモールなかま店 | イオンなかま店     | 中間市           | 北福岡                | 2015年10月28日            | 2021年9月30日  |
| 長崎県   | ダイエー銅座店                     | イオン銅座店       | 長崎市           | 西九州                | 2015年11月26日            | 2017年2月28日  |
| 長崎県   | ダイエー島原店                     | イオン島原店       | 島原市           | 中九州                | 2015年11月20日            | 2020年5月31日  |
| 熊本県   | ダイエー熊本店                     | イオン熊本中央店   | 熊本市中央区     | 中九州                | 2015年10月15日            | 2025年2月28日  |
| 鹿児島県 | ダイエー鹿児島谷山店               | イオン鹿児島谷山店 | 鹿児島市         | 南九州                | 2015年10月9日             | 2017年1月31日  |
| 鹿児島県 | ダイエー鹿児島店                   | イオン鹿児島鴨池店 | 鹿児島市         | 南九州                | 2015年9月28日             | 2024年8月31日  |

一部既存のイオン店舗と店名が被るなどした為、数店舗でイオン化した際の店名を変更した。但し引き継ぎ当日に建物を含めた完全転換を終えていたのは笹丘店のみで、その他の店舗の外観等の転換は順次行われた。しかし旧ダイエー店は建物の老朽化が進んでいる店舗も少なくないことから、上記のように閉鎖対象となる店舗も増加している。閉店店舗によっては建て替えを経てイオングループの商業施設が再開業されるケースもある。

## ダイエーからイオンへの転換に伴う措置・既存のイオン店舗との相違点

### レシート・電子マネーの取り扱い
旧ダイエーの店舗では、電子マネーの導入が遅れており、WAONについては2014年までに導入を完了した。転換時点ではSUGOCAを始めとする交通系電子マネーやQUICPay・iDについてはイオンショッパーズ福岡店など一部の店舗にしか対応していなかった。レシートにおいても、転換当初はダイエー仕様のテンプレートにAEONロゴと「イオンXX店」（旧：ダイエーXX店）と印字したものとなっていたが、レジシステムの更新及び機械の交換を行った店舗ではイオングループ共通のテンプレートを用いたレシートを使用している。合わせてSUGOCA等WAON以外の電子マネーが利用可能となり、ポイントカード（後述）を含めたサービス基準の統一を図っている。

### ポイントカードの取り扱い
旧ダイエーの店舗ではハートポイントサービスを発行していたが、イオンへの転換後の2015年9月以降もマックスバリュ九州などと共に移管対象店限定で利用が可能となっていた。但しこれはあくまでも経過措置であり移管時点では永続・終了何れの結論も出ていなかったが、イオングループとして「WAON POINTカード」が導入された為、2016年6月22日を以てポイント付与を終了、2016年9月末日で保有ポイントの利用取扱も終了した。
イオングループでは電子マネーWAONへの切り替えを強力に推進しており、移管前から旧ダイエー店でもWAONが導入されている。
またレジ袋辞退でハートポイントを2ポイント付与するサービスはイオンへの移行と前後して終了し、レジ袋辞退で2円引きに変更していたが、レジ袋の無料配布終了（有料化）に伴ってなかま店・熊本中央店・日田店では先行で終了し、残りの14店舗においても2019年8月31日をもって終了された。

### チラシ・特売セール
既存のイオン店舗とセール内容やサービス（ポイントカードの取り扱いなど）が異なるため、既存のイオン店舗とは異なるチラシを作成している。最近はほぼ同様のチラシである。

### 生鮮食料品の製造シール
生鮮食料品や惣菜類における加工・製造シールの社名表記も既存のイオン店舗とは異なりイオンストア九州名義となっている。